# Eutropis multifasciata
Thằn lằn bóng hoa là một loài thằn lằn trong họ Scincidae. Loài này được Kuhl mô tả khoa học đầu tiên năm 1820.

## Phân bố
Từ Ấn Độ (Assam) đến Trung Quốc (Đài Loan, Hải Nam, Vân Nam) Thái Lan (bao gồm Phuket), Myanmar, Lào, Campuchia, Việt Nam, bán đảo Malaysia, Pulau Tioman, Johor: Pulau Besar, Pulau Sibu, Singapore, Indonesia (Borneo, Sumatra, Java, Bali), New Guinea, Philippines (Negros, Panay, Palawan: Calamian, Luzon)

## Hình ảnh

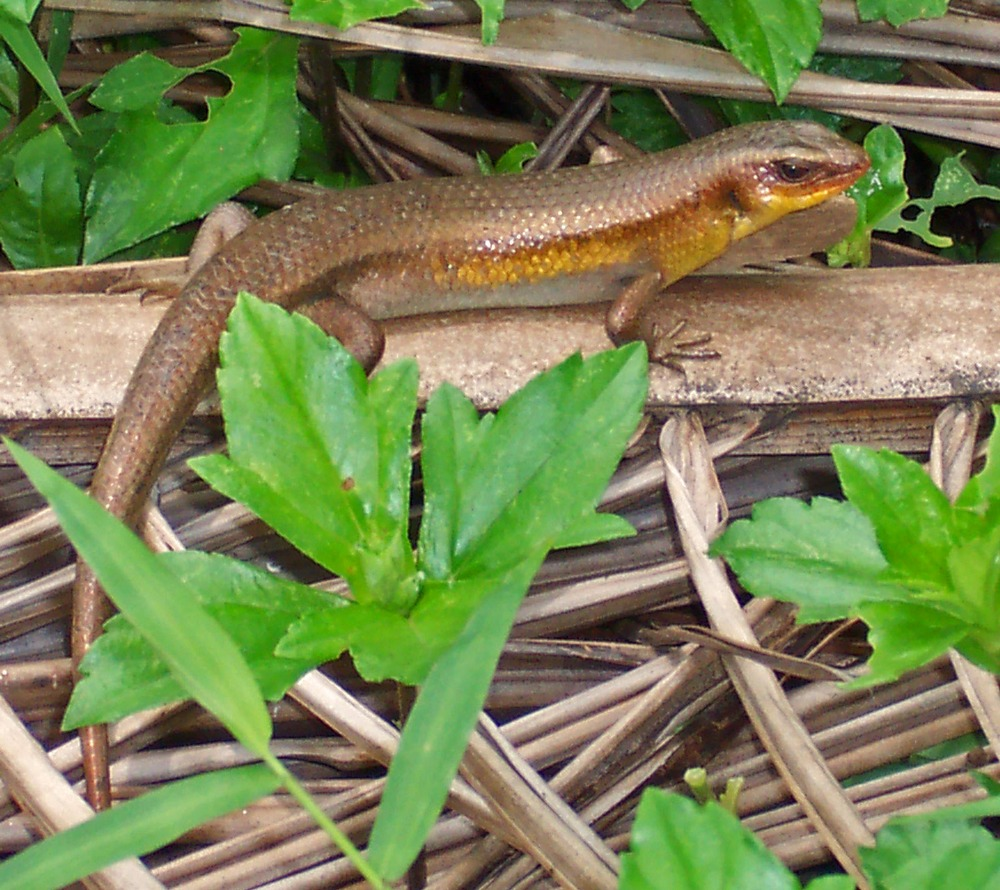
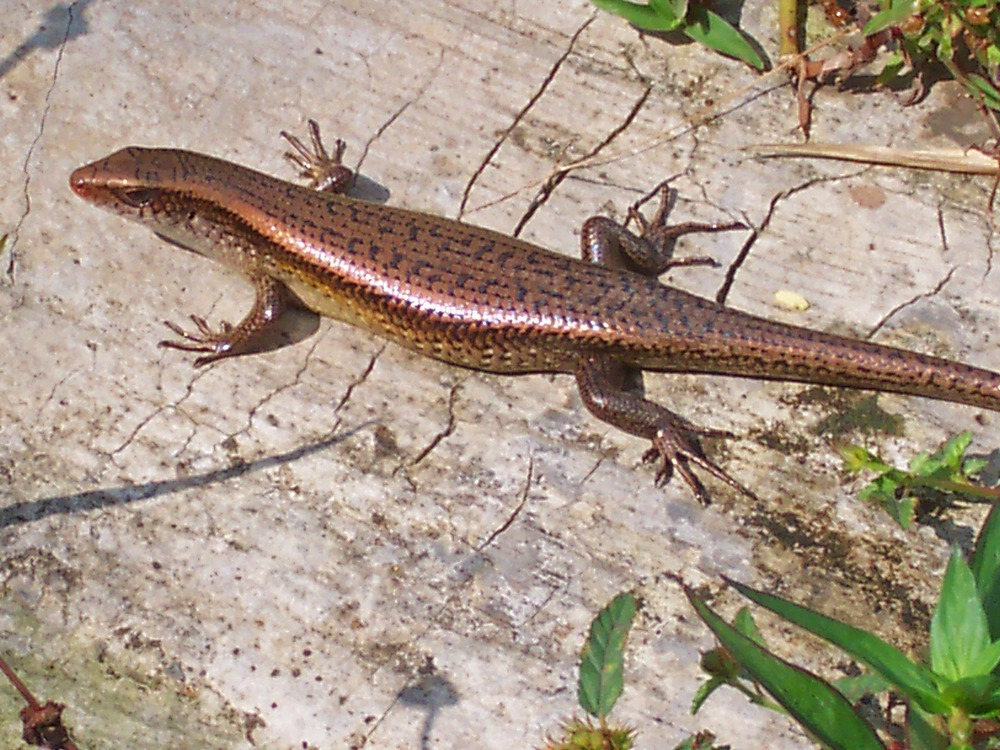
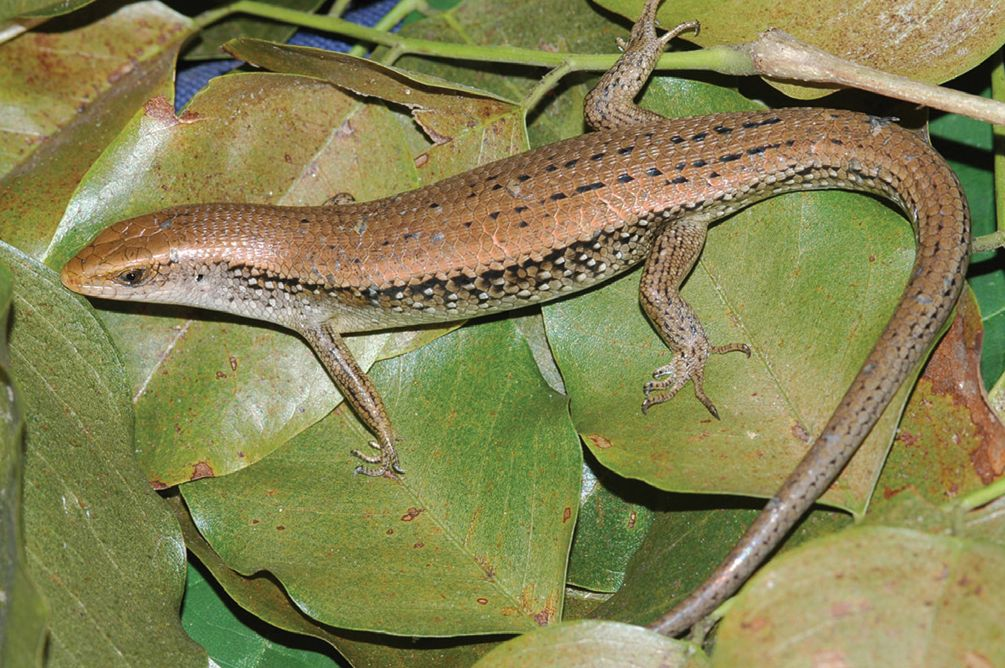
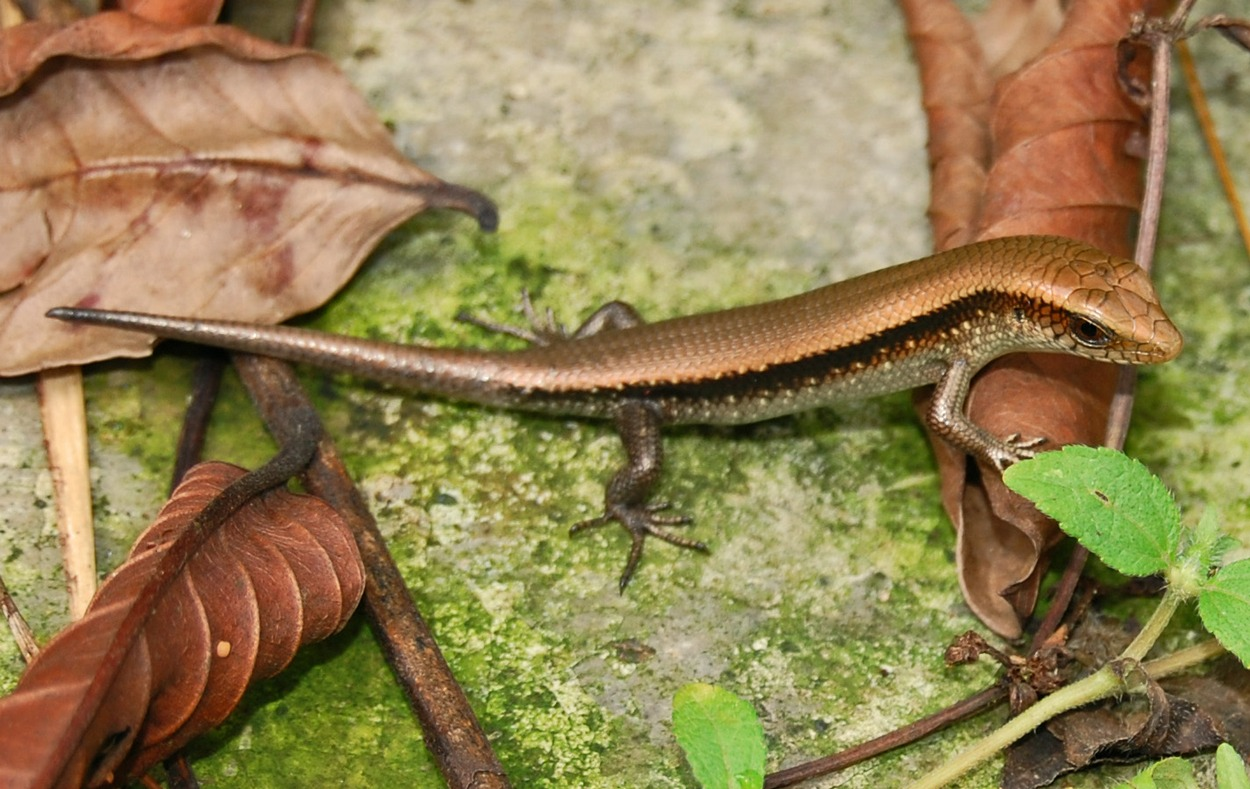